# Luigi Maria Lucini
Pour les articles homonymes, voir Lucini.
Luigi Maria Lucini, né en 1666 à Milan, alors capitale du duché de Milan, et mort le 17 janvier 1745 à Rome, est un cardinal italien du XVIIIe siècle.  

## Biographie
Luigi Maria Lucini est notamment commissaire du Tribunal suprême de la Signature apostolique. 
Le pape Benoît XIV le crée cardinal lors du consistoire du 9 septembre 1743. 
Luigi Maria Lucini est membre de l'ordre des Dominicains.